# El Mirador, Chiconamel
El Mirador är en ort i Mexiko.   Den ligger i kommunen Chiconamel och delstaten Veracruz, i den sydöstra delen av landet, 220 km norr om huvudstaden Mexico City. El Mirador ligger 98 meter över havet och antalet invånare är 396.
Terrängen runt El Mirador är huvudsakligen platt, men åt sydväst är den kuperad. Runt El Mirador är det ganska tätbefolkat, med 129 invånare per kvadratkilometer. Närmaste större samhälle är Platón Sánchez, 14,3 km öster om El Mirador. Omgivningarna runt El Mirador är en mosaik av jordbruksmark och naturlig växtlighet.